# Loews Corporation
Loews Corporation est une société holding contrôlée par la famille Tisch dont les filiales sont :
- Loews Hotels Holding Corporation (100 %) dans la gestion d'hôtels ;
- Texas Gas Transmission, LLC (100 %) dans la gestion d'un système de gazoducs trans-américain ;
- Bulova Corporation (97 %) un distributeur-vendeur de montres et horloges ;
- CNA Financial Corporation (90 %) dans les assurances de biens immobiliers et accidents ;
- Diamond Offshore Drilling, Inc. (54 %) dans le forage pétrolier offshore.

## Histoire
La société possédait une filiale de gestion de cinéma baptisée Loews Cineplex mais qui a été revendue à des investisseurs et qui doit fusionner avec AMC Theatres au printemps 2006.
En 2007, Loews se sépare définitivement de ses participations dans Carolina Group, qu'il détenait de Lorillard.
En avril 2017, Loews acquiert Consolidated Container, entreprise d'emballages, pour 1,2 milliard de dollars.